# Malware Bell
Malware Bell is een kwaadaardig computerprogramma dat gebruikers misleidt door middel van scareware.
Het programma meldt bekijkers, mogelijk via advertenties, waarschijnlijk ten onrechte, dat hun systeem geïnfecteerd is met malware. Volgens de weergegeven informatie is de enige oplossing om het systeem op te schonen Malware Bell te downloaden, maar het programma is zelf kwaadaardig.
Gebruikers van het geïnfecteerde systeem zullen niet snel in de gaten hebben dat ze zijn opgelicht, aangezien het programma veel weg heeft van andere antivirussoftware.